# Атлантов Олександр Володимирович
Атлантов Олександр Володимирович (нар. 20 вересня 1954, Київ) — український художник, живописець, ювелір.

## Життєпис
Народився 20 вересня 1954 року в Києві. Син київського художника Володимира Атлантова. 1978 року закінчив навчання у Львівському інституті декоративно-прикладного мистецтва, де навчався на факультеті проектування меблів та інтер'єру під керівництвом К. Звіринського та Д. Довбошинського. З 1972 до 1973 року працював на Київському ювелірному заводі. З 1979 до 1990 року викладав живопис у районній художній середній школі імені Т. Шевченка. Його живописні твори беруть участь у виставках, починаючи з 1978 року, а з 1976 року. Олександр Володимирович бере активну участь у виставках як ювелір. Твори митця експонувалися на виставках різного рівня від республіканських до міжнародних, а також зберігаються у багатьох приватних колекціях і галереях.

## Основні роботи
- сережки «Крила» (1982),
- брошка «Метелик» (1985),
- гарнітур «Вітрила» (1988).